# 格拉特卢-圣盖朗
格拉特卢-圣盖朗（法語：Grateloup-Saint-Gayrand，法語發音：[ɡʁatlu sɛ̃ ɡɛʁɑ̃]）是法国洛特-加龙省的一个市镇，属于马尔芒德区。该市镇于1972年由原市镇格拉特卢（Grateloup）和圣盖朗（Saint-Gayrand）合并而成。

## 地理
格拉特卢-圣盖朗（44°25'18"N, 0°23'12"E）面积20.67 平方千米，位于法国新阿基坦大区洛特-加龍省，该省份为法国西南部内陆省份，北起多爾多涅省，西接吉倫特省和朗德省，南至热尔省，东临塔恩-加龙省和洛特省。
与格拉特卢-圣盖朗接壤的市镇（或旧市镇、城区）包括：布吕尼亚克、克莱拉克、拉帕拉德、托南斯、瓦雷斯、韦尔特伊达日奈。

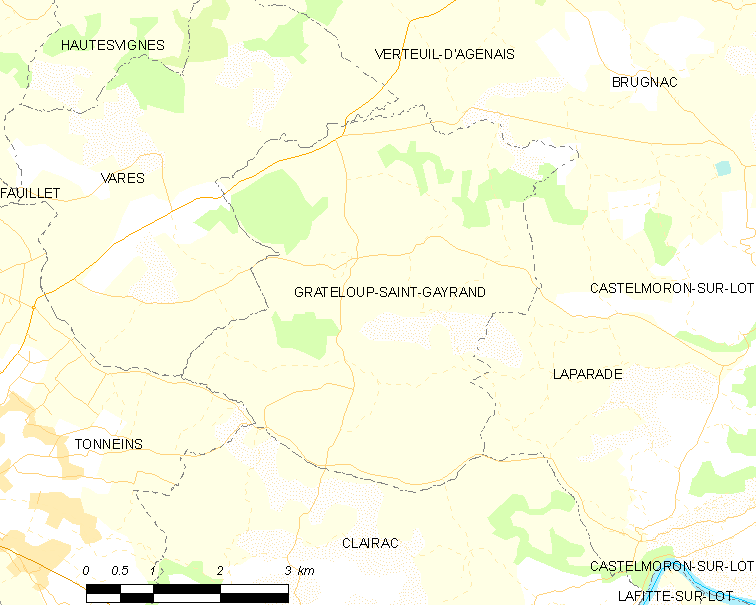
格拉特卢-圣盖朗的OSM定位图

格拉特卢-圣盖朗的时区为UTC+01:00、UTC+02:00（夏令时）。

## 行政
格拉特卢-圣盖朗的邮政编码为47400，INSEE市镇编码为47112。

## 政治
格拉特卢-圣盖朗所属的省级选区为托南斯县。

## 人口

1962-2008年间格拉特卢-圣盖朗人口变化图示

格拉特卢-圣盖朗于2022年1月1日时的人口数量为470人。